# Pelomeduzowate
Pelomeduzowate (Pelomedusidae) – rodzina żółwi z podrzędu żółwi bokoszyjnych (Pleurodira). Ich środowiskiem życia są rzeki oraz wody stojące. Podczas okresu suszy zapadają w sen letni. 

## Zasięg występowania
Rodzina obejmuje gatunki występujące w Afryce (włącznie z Madagaskarem i Seszelami) i w południowo-zachodnim Półwyspie Arabskim. 

## Systematyka
Do pelomeduzowatych zaliczane są następujące rodzaje:
- Pelomedusa Wagler, 1830
- Pelusios Wagler, 1830